# Bác ái Học viện

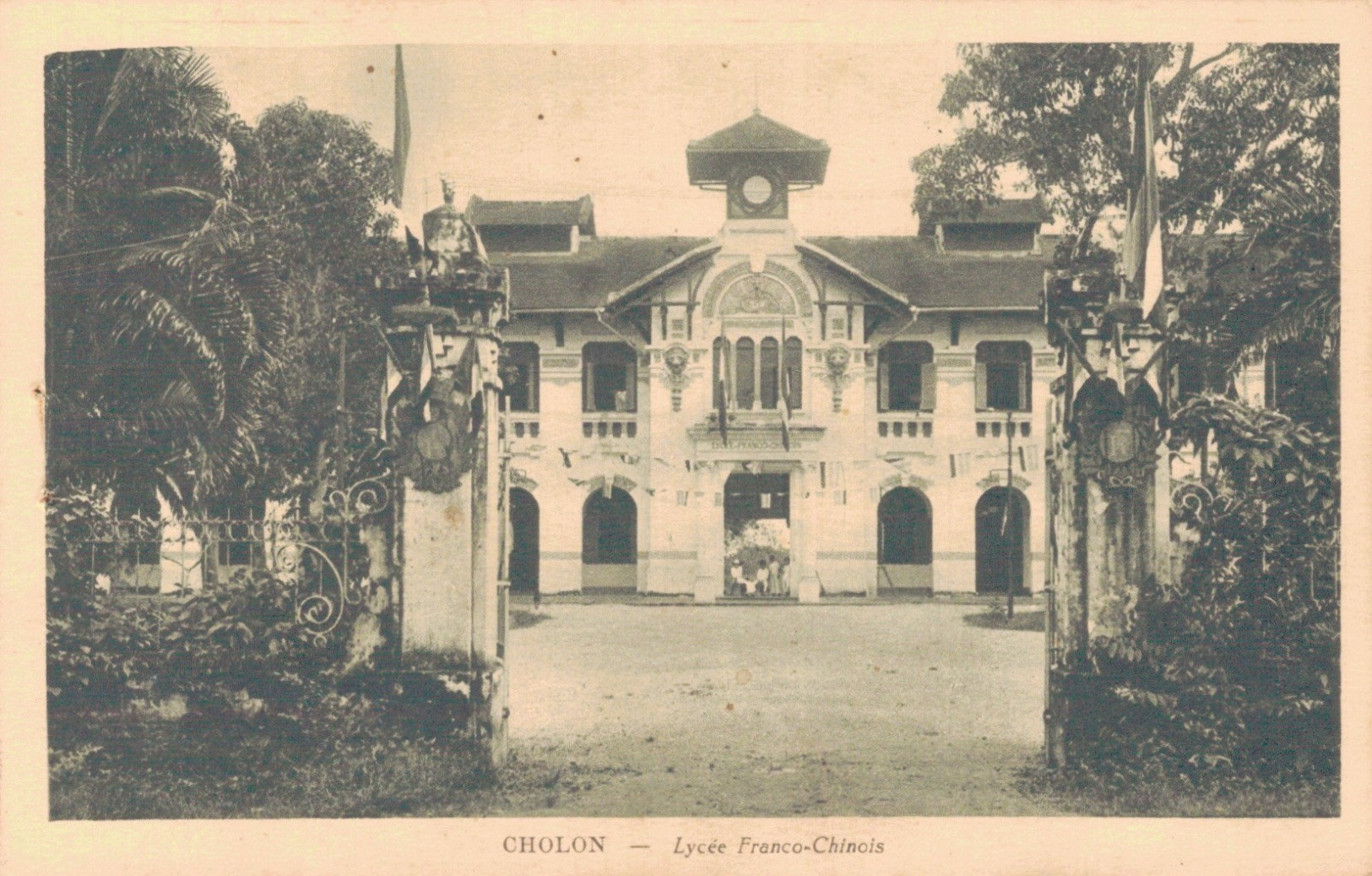
Trường Trung học Pháp – Hoa trên một tấm bưu thiếp thời Pháp thuộc

Bác ái Học viện (tiếng Trung: 博愛學院, tiếng Pháp: Collège Fraternité), còn được gọi là trường Bác ái, là một trường tư thục với ba cấp học mẫu giáo, tiểu học và trung học tại Sài Gòn trước năm 1975. Trường tọa lạc tại địa chỉ số 4 đường Nguyễn Trãi, Quận 5, hiện là cơ sở của Trường Đại học Sài Gòn.

## Lịch sử
Tiền thân của Bác ái Học viện là Trường Trung học Pháp – Hoa (tiếng Trung: 中法學堂, tiếng Pháp: Lycée Franco-Chinois), trường trung học đầu tiên của người Hoa tại Sài Gòn – Chợ Lớn, được thành lập vào tháng 2 năm 1908. Ông Tạ Mã Điền, thương nhân buôn gạo đồng thời là trưởng bang Phúc Kiến, đã vận động quyên góp được 100.000 đồng Đông Dương và hiến đất để xây dựng trường. Cơ sở của trường nằm trên một khuôn viên rộng hơn 50.000 m² bên đường cái quan lúc bấy giờ, chính thức đi vào hoạt động từ tháng 3 năm 1912. Trường do người Hoa và người Pháp cùng điều hành, chỉ dành cho con em người Hoa theo học. Việc thành lập trường Pháp – Hoa tại Chợ Lớn rất được Toàn quyền Đông Dương Jean Baptiste Paul Beau ủng hộ vì ông cho rằng điều này sẽ giúp ngăn chặn làn sóng các gia đình người Hoa giàu có cho con cái đi du học tại Trung Quốc hay Nhật Bản.
Ngoài nguồn thu từ tiền học phí, Trường Trung học Pháp – Hoa còn được cơ quan văn hóa Pháp hỗ trợ 1 triệu franc mỗi năm, ngoài ra còn có tiền thuế do thương nhân người Hoa tại Việt Nam đóng. Bên cạnh tiếng Trung và tiếng Pháp, học sinh còn học các môn toán, vật lý, hóa học. Học sinh sẽ phải trải qua kỳ thi vào năm cuối để được cấp chứng chỉ tốt nghiệp. Sau khi tốt nghiệp, học sinh trường có thể chọn về Trung Quốc học đại học, sang Pháp du học hoặc ở lại Việt Nam làm kinh doanh và các công việc khác. Cựu học sinh trường Pháp – Hoa nhờ thông thạo cả ba thứ tiếng Pháp, Trung, Việt nên sau này trở thành các nhà mại bản rất có địa vị trong xã hội, nổi tiếng khắp Nam Kỳ và thường được gọi với cái tên là "mái chín". Một số tác phẩm của Hồ Biểu Chánh và Bình Nguyên Lộc có nhắc đến các nhân vật này. Đến năm 1949, trường có 19 lớp với 1.114 học sinh.
Thời Đệ Nhất Cộng hòa, chính quyền tổng thống Ngô Đình Diệm ban hành chính sách Hoa kiều, theo đó hầu hết các trường trung học của người Hoa bị buộc đóng cửa và chuyển đổi thành trường Việt. Trường Trung học Pháp – Hoa là một trong số ít các trường được duy trì nhưng phải đổi tên thành Bác ái Học viện vào năm 1957, trở thành trường liên cấp gồm mẫu giáo, tiểu học và trung học. Giai đoạn 1961–1975, trường xây dựng thêm 4 tòa nhà với tổng cộng 82 lớp học, 11 phòng thí nghiệm: 3 phòng thí nghiệm vật lý, 3 phòng thí nghiệm hóa học và 5 phòng thí nghiệm khoa học tự nhiên.
Sau Sự kiện 30 tháng 4 năm 1975, trường Bác ái giải thể. Một năm sau, nơi đây trở thành cơ sở của Trường Cao đẳng Sư phạm Thành phố Hồ Chí Minh (tiền thân là Trường Sư phạm cấp II miền Nam Việt Nam thành lập năm 1972 tại Chiến khu C, Tây Ninh) và từ năm 2007 là Trường Đại học Sài Gòn.